# Gun Hill Road (stacja metra na White Plains Road Line)
Gun Hill Road – stacja metra nowojorskiego na linii 2. Znajduje się w dzielnicy Bronx w Nowym Jorku i zlokalizowana jest pomiędzy stacjami 219th Street i Burke Avenue. Została otwarta 3 marca 1917.